# Tarczek Poduchowny
Tarczek Poduchowny – część wsi Tarczek w Polsce, położona w województwie świętokrzyskim, w powiecie starachowickim, w gminie Pawłów.
W latach 1975–1998 Tarczek Poduchowny administracyjnie należał do województwa kieleckiego.